# اتوره نگرتی
اتوره نگرتی (انگلیسی: Ettore Negretti؛ زادهٔ ۱۸۸۳) بازیکن فوتبال اهل ایتالیا است.
از باشگاه‌هایی که در آن بازی کرده‌است می‌توان به باشگاه فوتبال آ.ث. میلان اشاره کرد.